# Roitzheim
Roitzheim este o localitate cu 1100 de locuitori ce aparține de orașul Euskirchen din Nordrhein-Westfalen, Germania.